# 51 Aquilae
Désignations
51 Aquilae (en abrégé 51 Aql) est une étoile de la constellation de l'Aigle. 51 Aquilae est sa désignation de Flamsteed. Elle a une magnitude apparente de 5,39, ce qui signifie qu'elle est faiblement visible à l'œil nu. Sur la base d'un décalage annuel de parallaxe de 35,88 mas, l'étoile est distante de ∼ 90,9 a.l. (∼ 27,9 pc) de la Terre.
51 Aquilae est une étoile jaune-blanc de la séquence principale avec un type spectral de F5 V Fe-1 CH-0.7, où le « Fe-1 » et le « CH-0.7 » représentent respectivement des sous-abondances en abondance en fer et en molécule CN. Elle a environ 1,6 milliard d'années et tourne relativement rapidement sur elle-même avec une vitesse de rotation projetée de 77,5 km/s. Son atmosphère a une température de 6 812 K, ce qui lui donne une teinte jaune-blanc caractéristique d'une étoile de type F.
51 Aquilae possède un compagnon recensé dans les catalogues d'étoiles doubles et multiples. Il s'agit d'une étoile de quatorzième magnitude qui, en date de 2015, était située à une distance angulaire de 26,4 secondes d'arc et selon un angle de position de 121° d'elle. Cette étoile apparaît être un compagnon purement optique qui n'est pas physiquement liée à 51 Aquilae.